# 雷劇
雷劇盛行於雷州半島，以雷州話演唱的戲曲劇種，中國國家級非物質文化遺產。

## 簡述
旦行演員林奮在2002年得到第19屆中國戲劇梅花獎。
雷劇在2008年6月7日列進中國國務院公布的第2批国家级非物质文化遗产名录。